# Fiziș
Fiziș – wieś w Rumunii, w okręgu Bihor, w gminie Finiș. W 2011 roku liczyła 239 mieszkańców.